# Parallelia orthaea
Parallelia orthaea là một loài bướm đêm trong họ Erebidae.